# نيسان ديزل يو اي
نيسان ديزل يو اي (بالإنجليزية: Nissan Diesel UA)‏ هي سيارة حافلة أنتجت في 1973 وتوقف إنتاجها في 2005.